# جيك فارغاس
جيك فارغاس (بالإنجليزية: Jake Vargas)‏ (و. 1992  م) هو مغني، وممثل أفلام، وملحن، وممثل تلفزي فلبيني، ولد في اولونجابو.

## وصلات خارجية
- جيك فارغاس على موقع IMDb (الإنجليزية)
- جيك فارغاس على موقع ميوزك برينز (الإنجليزية)
- جيك فارغاس على موقع قاعدة بيانات الفيلم (الإنجليزية)

- جيك فارغاس في قاعدة بيانات الأفلام على الإنترنت